# Медаль «За кампанию в Косове» (США)
Медаль «За кампанию в Косове» - военная награда вооружённых сил, выпущенная согласно указу № 13154 от 3 мая 2000 года президента Билла Клинтона в знак признания военной службы проведённой в Косове с 1999 года по настоящее время.
Чтобы получить эту медаль служащий должен провести в составе военного подразделения 30 дней или 60 дней в совокупности при поддержке одной из нижеперечисленных операций.    
- Операция Allied Force: с 24 марта 1999 года по 10 июня 1999 года
- Операция Allied Harbor: с 4 апреля 1999 года по 1 сентября 1999 года
- Операция Shining Hope: с 4 апреля 1999 года по 10 июля 1999 года
- Операция Noble Anvil: с 24 марта 1999 года по 20 июля 1999 года
- Операция Joint Guardian: с 11 июня 1999 года до даты, которая будет определена.

Медаль также присуждается за участие в одной из нижеперечисленных боевых задач, служба должна проходить в течение 30-60 дней. 
- Task Force Hawk: с 5 апреля 1999 года по 24 июня 1999 года
- Task Force Saber: с 31 марта 1999 года по 8 июня 1999 года
- Task Force Falcon: с 11 июня 1999 до даты, которая будет определена.
- Task Force Hunter: с 1 апреля 1999 года по 1 ноября 1999 года.

Вышеперечисленные операции и боевые задачи также как и миротворческие операции не связаны с определёнными кампаниями, сгруппированными в две «кампании прикрытия» которые заключают в себя все операции американских вооружённых сил в Косове (известные как Kosovo Air Campaign (воздушная кампания в Косове) с 24 марта 1999 года по 10 июня 1999 года и Kosovo Defense Campaign (оборонная кампания в Косове) с 11 июня 1999 года до даты, которая будет определена).  
Название «Воздушная кампания» относится к любым воздушным действиям, проведённым на территории и воздушном пространстве Сербии (включая Косово), Черногории, Албании, Македонии, Боснии, Хорватии, Венгрии, Румынии, Греции, Болгарии, Италии и Словении, также как в водах и воздушном пространстве Адриатического и Ионического морей, обеспечивающие такие воздушные операции при прямой поддержке миротворческих действий в Косове. Название «Оборонительная  кампания в Косове» относится к любым наземным действиям, проведённым для поддержки миротворческих действий в Косове, имевшим место в Сербии (включая Косово), Черногории, Албании и Македонии. Морские операции в Адриатическом море также относятся к наземной кампании в Косове.   
Также присуждаются служебные звёзды за участие как в воздушной так и в оборонительной кампании. Две служебные звезды могут быть добавлены за две раздельные миссии, занявшие 30/60 дней, совершённых в рамках оборонительной и воздушной кампаний. Медалью «За кампанию в Косове» награждаются как минимум с одной служебной звездой. Значок боевых действий морской пехоты флота также присуждается для некоторых моряков.
В дополнение к медали «За кампанию в Косове» военнослужащие вооружённых сил США также награждаются медалью НАТО за миротворческие действия проведённые в Косове.